# Harry Kratz
Harry Kratz (* 5. November 1945) ist ein ehemaliger Kinderdarsteller.

## Leben und Karriere
Kratz begann seine Karriere als Kinderdarsteller Mitte der 1950er-Jahre und trat in insgesamt acht Spielfilmen auf. Seine erste Rolle erhielt er 1955 in dem Film Seine Tochter ist der Peter. Im selben Jahr spielte er auch in Die Sennerin von St. Kathrein. In den folgenden Jahren war Kratz in mehreren erfolgreichen Produktionen zu sehen, darunter Husarenmanöver und Försterliesel.
1957 übernahm Kratz Rollen in Wie schön, daß es dich gibt und Der Wilderer vom Silberwald. Seine letzten Filmauftritte absolvierte er 1958 in Der veruntreute Himmel und So ein Millionär hat’s schwer. Danach zog sich Kratz aus der Filmwelt zurück.

## Filmografie
- 1955: Seine Tochter ist der Peter
- 1955: Die Sennerin von St. Kathrein
- 1956: Husarenmanöver
- 1956: Försterliesel
- 1957: Wie schön, daß es dich gibt
- 1957: Der Wilderer vom Silberwald
- 1958: Der veruntreute Himmel
- 1958: So ein Millionär hat’s schwer